# Dysdera crocata
Dysdera crocata este o specie de păianjeni araneomorfi din familia Dysderidae. Datorită asemănării aspectul exterior deseori poate fi confundată cu Dysdera erythrina și Harpactea rubicunda. Se deosebesc aceste specii prin prezența la Dysdera crocata a spinilor dorsali pe femurul IV și absența lor la Dysdera erythrina. De Harpactea rubicunda se diferențiază prin lungimea mare a chelicerelor și amplasarea ochilor într-un grup pe parte anterioară a prosomei. Mușcătura păianjenului poate fi dureroasă, însă veninul nu prezintă pericol pentru om.

## Descriere
Femelele au dimensiuni cuprinse între 11–15 mm lungime, masculii, ceva mai mici - 9–10 mm.Prosoma prezintă un luciu metalic, are o culoare roșie închisă, uneori portocalie închisă, opistosoma - maro sau gri-gălbuie. Lungimea chelicerelor este mai mare decât 1/2 din prosomă.

## Ecologie
Dysdera crocata poate fi găsită în microhabitate umede: sub bușteni, printre stânci și roci umede - locurile preferate al oniscidelor cu care se hrănesc. Sunt active doar noapte, ziua se ascund în locurile retrase țesându-și un tub din mătase.

## Răspândire
Specia se întâlnește pe toate continentele cu excepția Antarctidei.